# Bataille d'Insamankou
Première guerre anglo-ashanti
La bataille d’Insamankou ou de Nsamankow est livrée le 21 janvier 1824 au Ghana pendant la première guerre anglo-ashanti (1823-1831).
Elle oppose les forces de l'empire Ashanti commandée par Osei Bonsu à une armée britannique commandée par le général Sir Charles MacCarthy, gouverneur de la Côte-de-l'Or et de la Sierra Leone. Ce dernier qui souhaitait mettre fin aux tentatives d'hégémonie des Ashantis sur la région et à leurs attaques contre les tribus côtières, leur déclare la guerre et lance une offensive contre leur territoire. Près d'Insamankou, il se heurte à une puissante armée ashanti. Totalement encerclés, les Britanniques sont anéantis, MacCarthy tué, et seuls une soixantaine d'hommes échappent au désastre.